# Puchar Świata w Zapasach 2008 – styl klasyczny mężczyzn
Zawody Pucharu Świata w 2008 roku w stylu klasycznym odbyły się w dniach 28–29 lutego w Szombathely (Węgry).

## Ostateczna kolejność drużynowa
| Poz. | Państwo           |
| ---- | ----------------- |
|      | Rosja             |
|      | Węgry             |
|      | Iran              |
| 4.   | Gruzja            |
| 5.   | Korea Południowa  |
| 6.   | Stany Zjednoczone |

## Wyniki

### Grupa A
| Grupa A             |
| ------------------- |
| 1. Rosja            |
| 2. Gruzja           |
| 3. Korea Południowa |

### Mecze
- Rosja –  Gruzja 5-2
- Rosja –  Korea Południowa 5-2
- Gruzja –  Korea Południowa 4-3

### Grupa B
| Grupa B              |
| -------------------- |
| 1. Węgry             |
| 2. Iran              |
| 3. Stany Zjednoczone |

### Mecze
- Węgry –  Stany Zjednoczone 4-3
- Węgry –  Iran 4-3
- Iran –  Stany Zjednoczone 5-2

### Finały
- 5-6  Korea Południowa –  Stany Zjednoczone 4-3
- 3-4  Iran –  Gruzja 4-3
- 1-2  Rosja –  Węgry 5-2

## Klasyfikacja indywidualna
| Waga   |                    |                                 |                       | 4                   | 5                             | 6                | 7                  | 8                             | 9-10                        |
| ------ | ------------------ | ------------------------------- | --------------------- | ------------------- | ----------------------------- | ---------------- | ------------------ | ----------------------------- | --------------------------- |
| 55 kg  | Nazir Mankijew     | Lee Jung-baek                   | Péter Módos           | Pour Yasin Bahrami  | Lindsey Durlacher             | Mohammad Faghiri | Kim Sang-rae       | Lasza Gogitidze               | –                           |
| 60 kg  | Dawit Bedinadze    | Mohammadreza Ghazaei Asgarabadi | Park Eun-chul         | Isłambiek Albijew   | Bálint Korpási Asłan Abdullin | –                | Spenser Mango      | Willie Madison László Kliment | 10. Kim Young-jun           |
| 66 kg  | Ali Mohammadi      | Tamás Lőrincz                   | Ambako Waczadze       | Jeong Ji-hyeon      | Siergiej Kowalenko            | Martin Szabó     | Yun Jong-gyu       | Muchran Maczutadze            | Mark Rial 10. Lasza Lomadze |
| 74 kg  | Park Jin-sung      | Péter Bácsi                     | Modżtaba Babadżanzade | Szmagi Guliaszwili  | Warteres Samurgaszew          | Keith Sieracki   | Michaił Iwanczenko | Manuczar Kwirkwelia           | –                           |
| 84 kg  | Brad Vering        | Taleb Nematpur                  | Zaur Karieżew         | Wladimer Gegeszidze | Oleg Szokałow                 | Badri Chasaia    | Zsolt Dajka        | Cho Hyo-chul                  | –                           |
| 96 kg  | Asłanbiek Chusztow | Adam Wheeler                    | Mohammad Ghorbani     | Giwi Morcziladze    | Iván Németh                   | Balázs Kiss      | Park Kyung-Rak     | –                             | –                           |
| 120 kg | Mihály Deák-Bárdos | Dremiel Byers                   | Masud Haszemzade      | Chasan Barojew      | Aleksandr Anuczin             | Guram Perselidze | Rewaz Czelidze     | Hong Hyun-Hee                 | –                           |